# 吕克德贝阿恩
吕克德贝阿恩（法語：Lucq-de-Béarn，法語發音：[lyk də beaʁn]，意为“贝阿恩的吕克”）是法国大西洋比利牛斯省的一个市镇，位于该省中部，属于奥洛龙-圣玛丽区。

## 地理
吕克德贝阿恩（43°17'14"N, 0°39'31"W）面积48.77 平方千米，位于法国新阿基坦大区大西洋比利牛斯省，该省份为法国东南部省份，涵盖了贝阿恩与北巴斯克，西临大西洋比斯開灣，北至朗德省，东北接热尔省，东临上比利牛斯省，南与西班牙接壤。
与吕克德贝阿恩接壤的市镇（或旧市镇、城区）包括：卡尔代斯、拉戈尔、拉乌尔卡德、莱-拉米杜、勒德什、莫南、奥热讷-康普托尔、波埃多洛龙、普雷沙克-纳瓦朗克斯、索塞德、韦尔代茨、维耶勒塞居尔。
吕克德贝阿恩的时区为UTC+01:00、UTC+02:00（夏令时）。

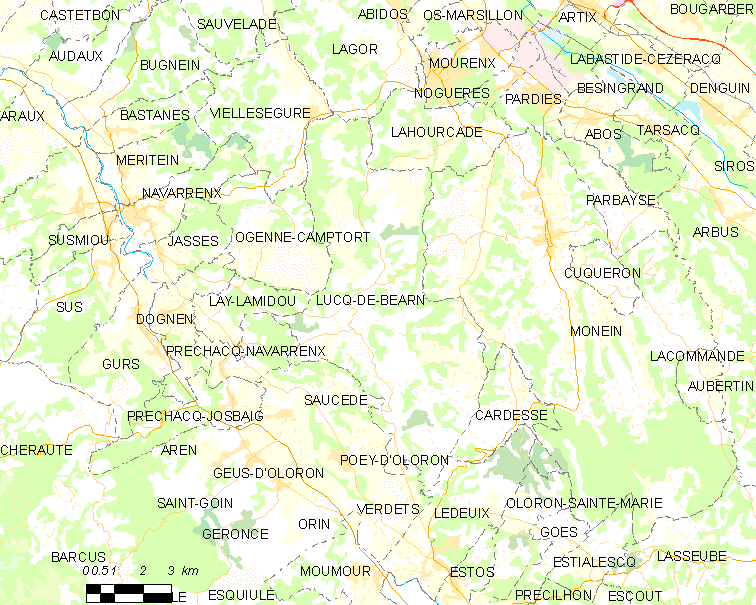
吕克德贝阿恩的OSM定位图

## 行政
吕克德贝阿恩的邮政编码为64360，INSEE市镇编码为64359。

## 政治
吕克德贝阿恩所属的省级选区为贝阿恩中心县。

## 交通
省道D2线、D25线、D110线在市中心交汇，此外D109线经过东侧（山的另一边）。

## 人口

1962-2008年间吕克德贝阿恩人口变化图示

吕克德贝阿恩于2022年1月1日时的人口数量为926人。